# Heparina de baixo peso molecular
Heparina de baixo peso molecular é uma classe de medicamentos usada como anticoagulante em doenças que apresentam trombose, assim como profilaxia em situações que levam a um alto risco de trombose. Um exemplo da classe é o medicamento Enoxaparina.